# Vintilă Vodă
Vintilă Vodă é uma comuna romena localizada no distrito de Buzău, na região de Muntênia. A comuna possui uma área de 46.83 km² e sua população era de 3233 habitantes segundo o censo de 2007.